# Afrogelbhölzer
Die Afrogelbhölzer oder Afrikanischen Steineiben (Afrocarpus) sind eine Pflanzengattung in der Familie der Steineibengewächse (Podocarpaceae). Die etwa fünf Arten sind vom östlichen und tropischen bis ins südliche Afrika verbreitet.

## Beschreibung

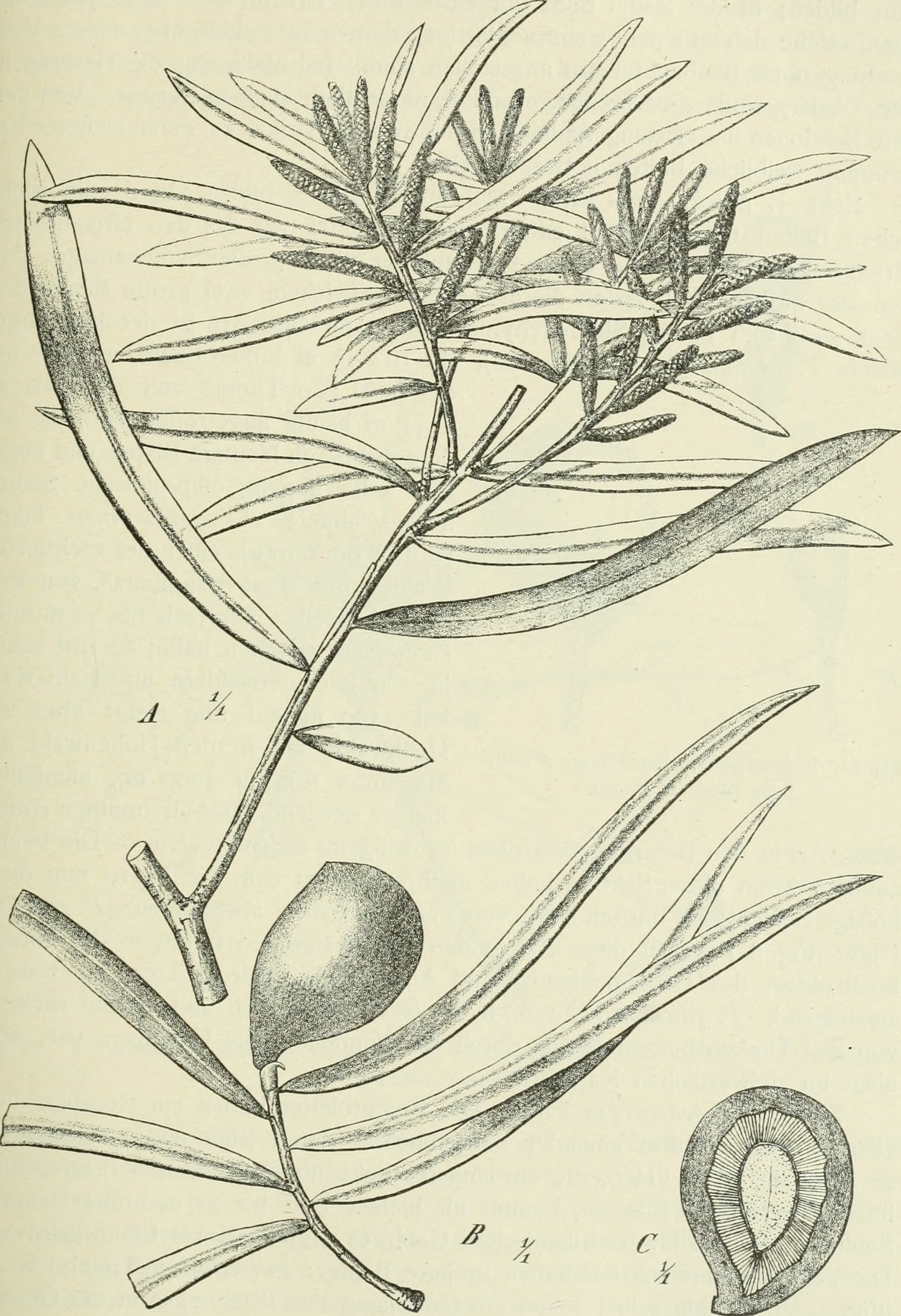
Illustration aus Die Pflanzenwelt Afrikas, insbesondere seiner tropischen Gebiete - Grundzüge der Pflanzenverbreitung im Afrika und die Charakterpflanzen Afrikas, 1910 von Afrocarpus mannii

### Vegetative Merkmale
Afrocarpus-Arten sind immergrüne Bäume. Die Blätter sind nicht nadelförmig, sondern lanzettlich sowie derb und lederig.

### Generative Merkmale
Afrocarpus-Arten sind zweihäusig getrenntgeschlechtig (diözisch). Die Samen sind von einem Samenmantel (Epimatium) umgeben (wie bei den Steineiben, daher der deutsche Trivialname „Afrikanische Steineiben“).

### Rekorde
Ein Exemplar der Art Afrocarpus falcatus mit einer Wuchshöhe von über 36 Metern steht im Tsitsikamma-Park in Paarl, Südafrika. Es wird „Big tree“ genannt und ist ein beliebtes Touristenziel. Der Stamm hat eine Länge von 18 Metern, einen Umfang von 8,5 Metern und ein Volumen von etwa 51 m³. Die Baumkrone hat einen Durchmesser von 33 Metern. Dieses Exemplar soll ein Alter von über 1000 Jahren haben.

## Systematik

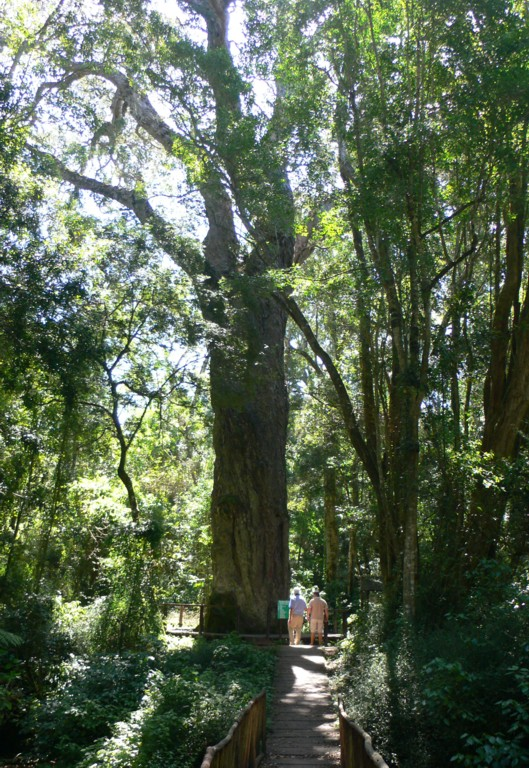
Gewöhnliches Afrogelbholz (Afrocarpus falcatus)

Die Gattung Afrocarpus wurde 1989 durch Christopher Nigel Page in New and maintained genera in the conifer families Podocarpaceae and Pinaceae. In: Notes of the Royal Botanical Garden Edinburgh, Volume 45, Issue 2, S. 377–395 aufgestellt und umfasst ehemalige Arten der Gattungen der Podocarpus und Nageia.
Die Gattung Afrocarpus Salisb. enthält etwa fünf Arten:
- Afrocarpus dawei (Stapf) C.N.Page (Syn.: Podocarpus dawei Stapf, Podocarpus usumbarensis var. dawei (Stapf) Melv.): Sie kommt in Uganda und im nördlichen Tansania (in den Provinzen Kagara sowie Mara) vor.[1]
- Gewöhnliches Afrogelbholz (Afrocarpus falcatus (Thunb.) C.N.Page, Syn.: Taxus falcata Thunb., Podocarpus falcatus (Thunb.) Endl., Nageia falcata (Thunb.) Carr., Decussocarpus falcatus (Thunb.) de Laub., Podocarpus gaussenii Woltz, Afrocarpus gaussenii (Woltz) C.N.Page): Sie kommt von vom südlichen Mosambik bis Südafrika vor.[1]
- Schlankes Afrogelbholz (Afrocarpus gracilior (Pilg.) C.N.Page, Syn.: Podocarpus gracilior Pilger, Decussocarpus gracilior (Pilg.) de Laub.): Sie kommt in Äthiopien, in Kenia, Tansania, Uganda und vielleicht im Sudan vor.[1]
- Afrocarpus mannii (Hook. f.) C.N.Page (Syn: Podocarpus mannii Hook. f., Nageia mannii (Hook. f.) Kuntze, Decussocarpus mannii (Hook. f.) de Laub.): Dieser Endemit gedeiht nur auf dem Vulkan Pico de São Tomé in Höhenlagen von 1450 Metern bis zum Gipfel in einer Höhe von 2142 Meter auf der Insel im Golf von Guinea São Tomé.[1]
- Afrocarpus usambarensis (Pilg.) C.N.Page (Syn.: Podocarpus usambarensis Pilger ex Engl.): Sie gedeiht in Höhenlagen von 1500 bis 3000 Metern in Tansania (in den Distrikten Lushoto sowie Mbulu) und in Kenia. Es gibt Berichte, dass sie auch in Burundi, Ruanda und Uganda vorkommen soll.[1] Das Artepitheton bezieht sich auf die tansanischen Usambara-Berge.